# Cynthia Rothrock
Cynthia Ann Christine Rothrock (ur. 8 marca 1957 w Wilmington) – amerykańska aktorka i producent filmowy, mistrzyni sztuk walki.
W wieku 13 lat zaczęła trenować sztuki walki. W latach 1981–1985 była niepokonaną mistrzynią świata w karate w kategorii form z bronią i bez. Posiada czarne pasy w następujących stylach walki: taekwondo, tangsudo, wushu, Shaolin kung-fu i szponie orła – jednym ze stylów kung-fu.
Była inspiracją dla stworzenia postaci Sonii Blade – bohaterki popularnej gry Mortal Kombat.
Wystąpiła w ponad 40 filmach, głównie prezentując swoje umiejętności w zakresie sztuk walki oraz była producentem 5 filmów.

## Filmografia
- 24 godziny do północy (24 Hours to Midnight) (1985) – Devon Grady
- Magiczny kryształ (Mo fei cui) (1986) – Cindy Morgan
- Bez odwrotu 2 (No Retreat, No Surrender 2: Raging Thunder) (1988) – Terry
- Brygada specjalna lub Inspektor w spódnicy (Ba wong fa) (1988) – Madam Lo
- Dama reportażu (Shi jie da shai) (1989) – Cindy
- China O'Brien (1990) – China O’Brien
- China O'Brien II (1991) – China O’Brien
- Pazury Tygrysa (Tiger Claws) (1992) – Linda Masterson
- Wściekłość i sprawiedliwość (Rage and Honor) (1992) – Kris Fairchild
- Anioł bezprawia (Guardian Angel) (1994) – McKay
- Błyskawiczna ucieczka (Fast Getaway II) (1994) – Lily
- Sworn to Justice (1996) – Janna
- Pazury Tygrysa 2 (1996) – Linda Masterson
- Deep Cover (1997) – Kate Mason, agent specjalny FBI
- Nocny patrol (Night Vision) (1997) – Kristin O’Connor
- Pazury Tygrysa 3 (1999) – Linda Masterson
- Ponad prawem (Never Say Die) (2001) – Julie Cosgrove
- Wirtualny świat (Sci-Fighter) (2004) – Sally Kirk / The White Dragon
- The Last Kumite (2024) – Julie Jackson[1]